# لاندک
لاندک (به لاتین: Landek) یک روستا در لهستان است که در گمینا یاشنگتسا واقع شده‌است. لاندک ۴٫۴۷ کیلومتر مربع مساحت و ۵۴۹ نفر جمعیت دارد.